# ایون پتره استویکان
ایون پتره استویکان (به رومانیایی: Ion Petre Stoican) (زادهٔ ۱۹۳۰ در اولتنیتسا - درگذشتهٔ ۱۹۹۴ در کنستانتسا) نوازندهٔ ویلون رومَنی اهل رومانی بود. استویکان به‌خاطر ساخت و گردآوری قطعاتی با مایهٔ بومی که عمدتاً مربوط به مراسم جشن و عروسی هستند شناخته شده‌است.
او طی حدود ۵ دهه فعالیت موسیقی‌اش فقط یک ئی‌پی ۴ آهنگه و یک آلبوم ال‌پی ضبط کرد. آلبوم گردآوری‌شدهٔ آثار استویکان که در سال ۲۰۰۶ منتشر شد باعث شد دوباره پس از مرگش مورد توجه قرار بگیرد.

## شرح حال

### سال‌های آغازین
استویکان در سال ۱۹۳۰ میلادی در شهر اولتنیتسا از توابع شهرستان کالاراشی رومانی به دنیا آمد. او پسر ایوان استویکان ویلونیست و پسر عموی ایون نامول دیگر ویلون‌نواز معروف اهل رومانی بود.
استویکان در ۱۵ سالگی خوانندگی را در عروسی‌ها و مهمانی‌های شهر زادگاهش آغاز کرد.

### فعالیت حرفه‌ای
در سال ۱۹۶۶ استویکان اولین اثرش را با برچسب اِلِکت‌رکورد ضبط و منتشر کرد. قرارداد با اِلِکت‌رکورد و ضبط آلبوم در واقع جایزهٔ استویکان برای لو دادن یک جاسوس آمریکایی به حکومت رومانی بود. پس از به دام افتادن آن جاسوس و زمانی که پلیس مخفی رومانی از استویکان پرسید که چه چیزی به عنوان جایزه می‌خواهد او درخواست فراهم کردن امکانات ضبط و انتشار یک آلبوم را کرد.
در سال ۱۹۷۰ استویکان به بخارست نقل مکان کرد و در آنجا شروع به همکاری با نوازندگانی هم‌چون ببه سربان و میهای نامول کرد. اما دیری نپایید که به کنستانسا بازگشت. او در اواسط دههٔ ۷۰ میلادی و پس از مرگ همسرش دوباره به بخارست نقل مکان کرد.
استویکان در سال ۱۹۷۷ اولین و تنها آلبوم ال‌پی خود را طی همکاری مجدد با اِلِکت‌رکورد ضبط و منتشر کرد. همکاری مجدد او با این ناشر نزدیک به حکومت، ثمرهٔ یادآوری داستان همکاریش در بازداشت آن جاسوس آمریکایی به مسئولان مربوطه بود. در زمان ضبط این آلبوم که دربردارندهٔ موسیقی محلی عروسی رومانیایی است مهم‌ترین نوازندگان موسیقی لُوتاری بخارست به گروه استویکان تبدیل شدند. ارکستری که توسط استویکان تشکیل شد شامل ۱۳ نوازنده بود که از آن جمله می‌توان به کوستل واسیلسکو نوازندهٔ ترومپت، تونی یورداخ نوازندهٔ سیمبالوم، ایونیکا مینون آکاردئونیست و میلوتا بیبسکو نوازندهٔ کلارینت اشاره کرد. پس از انتشار این آلبوم استویکان به یکی از چهره‌های اصلی مراسم عروسی در بخارست تبدیل شد.
ایون پتره استویکان در سال ۱۹۹۴ در کنستانتسای رومانی درگذشت.

## صداهایی از دوران گذشته
صداهایی از دوران گذشته، جلد ۱ (به انگلیسی: Sounds from a bygone age, Volume. 1) نام آلبوم گردآوری‌شدهٔ آثار استویکان است که در سال ۲۰۰۶ و با برچسب «آسفالت تانگو رکوردز» منتشر شد.

### فهرست ترانه‌ها
| شماره | عنوان                        | معنی نام                             | زمان  |
| ----- | ---------------------------- | ------------------------------------ | ----- |
| ۱     | «Hora Lui Sile»              | «رقص هُرای سیله»                      | ۰۳:۳۳ |
| ۲     | «Hora de la Constanţa»       | «رقص هُرا از کنستانتا»                | ۰۲:۳۹ |
| ۳     | «Moşule, te-aş întreba»      | «پدر داماد، من از شما درخواست می‌کنم» | ۰۴:۳۶ |
| ۴     | «Hora de la Oltenita»        | «رقص هُرا از اولتنیتسا»               | ۰۲:۳۷ |
| ۵     | «Ia-Ti Mireasa, Ziua Buna»   | «خداحافظی کن عروس»                   | ۰۸:۳۳ |
| ۶     | «Hora Lui Mihalea»           | «رقص هُرای میهائلا»                   | ۰۲:۳۲ |
| ۷     | «Chiar Daca Dau de Necaz»    | «حتی اگر به دردسر بیفتم»             | ۰۲:۴۵ |
| ۸     | «Melodia Lui Sile»           | «ملودی سیله»                         | ۰۲:۱۵ |
| ۹     | «Hora Lautareasca»           | «لوتاری هُرا»                         | ۰۳:۱۱ |
| ۱۰    | «Briu Din Oltenita»          |                                      | ۰۱:۴۵ |
| ۱۱    | «Hora de joc de la Olteniţa» | «رقص هُرا از اولتنیتسا»               | ۰۱:۳۹ |
| ۱۲    | «Hora»                       | «رقص هُرا»                            | ۰۲:۴۰ |
| ۱۳    | «Sîrba de joc din Constanţa» | «اجرای صربی از کنستانتا»             | ۰۲:۳۵ |
| ۱۴    | «Hora de la Luceni»          | «رقص هُرا از لوسنی»                   | ۰۱:۲۹ |
| ۱۵    | «Sîrba»                      | «صربی»                               | ۰۲:۰۸ |

### نظر منتقدان
| بررسی انتقادی  | بررسی انتقادی |
| منبع           | رتبه‌بندی      |
| -------------- | ------------- |
| آل‌میوزیک       | [ ۲ ]         |
| پاپ‌مترز        | [ ۵ ]         |
| رابرت کریستگاو | [ ۶ ]         |

کریس نیکسون در آل‌میوزیک نمایش استویکان روی ویلون و تونی یورداخ روی ساز سیمبالوم را ستوده‌است و از آلبوم با عنوان «موسیقی عروسی در بهترین حالتش» یاد کرده‌است.
به باور رابرت کریستگاو رهبر اصلی گروه در این آلبوم کوستل واسیلسکو نوازندهٔ ترومپت است نه استویکان. کریستگاو ضمن ستایش اجرای یورداخ نوشته‌است: «این نوازنده‌ها نسبت به همتایان یوگسلاو خود اصیل‌تر اما نسبت به مجارستانی‌ها کمتر دلربا هستند».